# Хоннэ и татэмаэ
Хоннэ и татэмаэ (яп. 本音と建前) — японские слова, определяющие контраст между истинным намерением человека и внешним проявлением этих намерений. Хоннэ в переводе с японского означает «истинные мысли и намерения», татэмаэ — «социально приемлемое выражение мыслей или намерений». Данными терминами определяется особый коммуникационный стиль японцев.

### Происхождение терминов
Слово «хоннэ» (яп.本音) буквально означает «истинный звук» и состоит из иероглифов 本, одним из значений которого является «основа, истина», и 音 — звук. Слово «татэмаэ» (яп.建前) буквально — «фасад здания», то, что мы видим в первую очередь. В древние времена словом «татэмаэ» называли обряд, проводившийся в Японии после возведения несущего каркаса здания.  Данная единица языка состоит из иероглифов 建, "строение, здание", и 前, означающего «впереди, перед». Применительно к коммуникации татэмаэ — социально приемлемое мнение.

### Специфика употребления терминов
Как пишет японовед А. Прасол в своей книге "Япония. Лики времени. Менталитет и традиции в современном интерьере", хоннэ и татэмаэ не являются специфическими японскими понятиями и встречаются в других культурах. Специфика же именно японской культуры в том, что в ней эти понятия "имеют иное содержание и систематизируются по другим критериям."
Ввиду сложности перевода с японского языка и отсутствия эквивалента не только в русском, но и других языках, принято употреблять данные термины без перевода.

### Хоннэ и татэмаэ в контексте непрямой коммуникации
Японскую культуру часто называют культурой молчания, что на практике означает склонность японцев недосказанности, т. н. неговорению, неконкретным высказываниям. В рамках такого коммуникационного стиля неотъемлемой частью общения становится непрямая коммуникация, то есть "содержательно осложненная коммуникация, в которой понимание высказывания включает смыслы, не содержащиеся в собственно высказывании, и требует дополнительных интерпретативных усилий со стороны адресата". При этом на первый план выходит не вербальный контакт, а сопутствующий ему "контекст": мимика, позы, жесты, интонация, паузы. Эта невербальная коммуникация как раз и позволяет понять истинные намерения человека, хоннэ, скрывающееся за его вербальным проявлением —  татэмае.
Использование коммуникационного стиля, основанного на хоннэ и татэмаэ, соответствует убеждению японцев о том, что "мысль, облеченная в слова, лишается многих нюансов". В стремлении сохранить гармонию в общении японцы избегают категоричных высказываний "в лоб", противопоставляя правдивости татэмаэ. Такое поведение, как отмечает в своих работах Т.М. Гуревич, зачастую вызывает упреки в скрытности и коварстве Востока. Однако на самом деле это обусловлено нежеланием поставить собеседника в неловкое положение и доставить ему неудобства. Высказывать свои мысли полностью считается у японцев невежливым.

### Хоннэ и татэмаэ в контексте нихондзинрон
В рамках теории нихондзинрон подчеркивается уникальность японского языка, или, как чаще его называют японцы, кокуго (яп. 国語, «язык страны»).  Более того, нихондзинрон стремится всячески преувеличить сложность японского языка и показать недостижимость овладения им иностранцами, что В.М. Алпатов называет "культурным и языковым изоляционизмом" или даже "языковым национализмом". Хоннэ и татэмаэ также используются в рамках данной теории об уникальности японцев, делая акцент на невозможности восприятия данного коммуникационного явления иностранцами. Например, Танидзаки Дзюнъитиро пишет:  "Европейцы совершенно не постигают внутренних, скрытых движений, которые помогают понимать друг друга без слов… "
И действительно, разница между словами и намерениями японцев неимоверно затрудняет общение на данном языке. Вот почему, как пишет В.М. Алпатов, японский язык почти не используется в качестве языка международных симпозиумов и конференций.  Исследователи отмечают, что использование языка затруднительно для прямого выражения смысла и критических мнений.
В своей книге "Япония. Лики времени. Менталитет и традиции в современном интерьере" А. Прасол приводит следующую цитату:

В общем, можно сказать, что японец в обычных отношениях приветлив, воспитан и любезен, но разгадать, является ли всё это искренним настроением или нет, можно лишь в отдельном конкретном случае, ибо искусство владеть собою… доведено у японцев до совершенства, и это распространяется не только на высший класс или интеллигенцию, но… охватывает почти всех без исключения японцев

### Сфера применения хоннэ и татэмае
В японской социокультурной традиции мир воспринимается через призму "свой — чужой", то есть ути — сото. Ути (яп. うち или 内, «свой, внутренний»)  — внутренний круг общения, а сото (яп. そと или 外, «чужой, внешний») соответственно внешний круг общения. Всех людей японцы подразделяют на "своих" и "чужих", и в соответствии с этим разделение формируют модель поведения. А. Прасол даже пишет о т. н. масках, которые японцы надевают в зависимости от ситуации и собеседника.
Использование коммуникационного стиля хоннэ-татэмаэ распространяется на максимально широкий спектр межличностных отношений. Его применяют не только в формальном общении,  с незнакомцами, коллегами по работе, но даже и в дружеских и семейных отношениях. Данным подходом к коммуникации можно объяснить существование таких характерных черт японского менталитета, как эмоциональная закрытость, скованность.

### Влияние на традиционную и массовую культуру
Многовековое использование хоннэ и татэмаэ в рамках непрямой коммуникации наложило заметный отпечаток на национальную психологию, фразеологию, традиционную и массовую культуру.
Так, в японском языке существует множество пословиц и поговорок, связанных с речевым поведением японцев и культурой "неговорения". Например: —を聞いて十を知る — «услышав малость, знать всё», 言わぬ言葉は言う百倍 — «несказанных слов в сотню раз больше, чем сказанного», 親しきにも垣をせよ —　«и в дружбе нужны барьеры».
Кроме этого, стремлением "увидеть хоннэ", проникнуть в истинные замыслы человека связано с существованием в буддизме "божеств, которые обладают крайне устрашающей внешностью, но при этом однозначно добрых и положительных." Данная тенденция прослеживается и в современных анимэ и манга.